# Aposteleilanden (Bovenmeer)
De Aposteleilanden (Engels: Apostle Islands) is een archipel van 22 eilanden in het Bovenmeer. De eilanden liggen in het zuidwesten van het meer in de Amerikaanse staat Wisconsin.

## Geografie
De eilanden werden ongeveer 15.000 jaar geleden gevormd tijdens een IJstijd. De eilanden liggen ten noordoosten voor de kust van het Bayfieldschiereiland. De eilanden zijn (in alfabetische volgorde):
1. Basswood Island; het eiland ligt ongeveer 2 km voor de kust en ligt ten noorden van Madeline Island. De eilanden worden gescheiden door het North Channel.
2. Bear Island
3. Cat Island
4. Devils Island; op het eiland, samen met Outer Island het meest noordelijke eiland, staat de vuurtoren Devils Island Light. Het eiland ligt op 22 km voor de kust en heeft in het noorden zeegrotten.
5. Eagle Island; het op een na kleinste en het meest westelijke eiland.
6. Gull Island; het kleinste eiland. Het ligt op 1,5 km voor de noordoostelijke punt van Michigan Island en hier staat de vuurtoren Gull Island Light.
7. Hermit Island
8. Ironwood Island
9. Long Island; dit is eigenlijk geen eiland maar een schoorwal die Chequamegonbaai deels afsluit van het Bovenmeer. Het wordt gescheiden van Madeline Island door het South Channel. Op Long Island staan twee vuurtorens: Chequamegon Point Light op de westelijke punt en La Pointe Light.
10. Madeline Island (Ojibwe: Mooniingwanekaaning-minis); het grootste van de Aposteleilanden met een oppervlakte van 62 km². Er is een veerbootverbinding tussen Bayfield op het vasteland en de nederzetting La Pointe op de westelijke punt van het eiland. De oostelijk punt, Amnicon Point, is deel van het indianenreservaat Bad River Reservation.
11. Manitou Island
12. Michigan Island; op de zuidelijk punt van het eiland staat de vuurtoren Michigan Island Light.
13. North Twin Island
14. Oak Island
15. Otter Island
16. Outer Island; het meest oostelijke en meest noordelijke eiland en met 32 km² een van de grootste eilanden. Op de noordelijke punt van het eiland staat de vuurtoren Outer Island Light.
17. Raspberry Island; op de zuidwestelijke punt van het eiland staat de vuurtoren Raspberry Island Lighthouse.
18. Rocky Island; op het eiland zijn drie bewoonde nederzettingen.
19. Sand Island; het op een na meest westelijke eiland met op de oostelijke zijde zeegrotten. Op de noordelijke punt van het eiland staat de vuurtoren Sand Island Light uit 1881. Tussen 1890 en 1944 was er een nederzetting van Noorse immigranten. Op het eiland zijn twee bewoonde nederzettingen bij Shaw Point.
20. South Twin Island
21. Stockton Island; het is een van de grotere eilanden met op de oostelijke zijde zeegrotten.

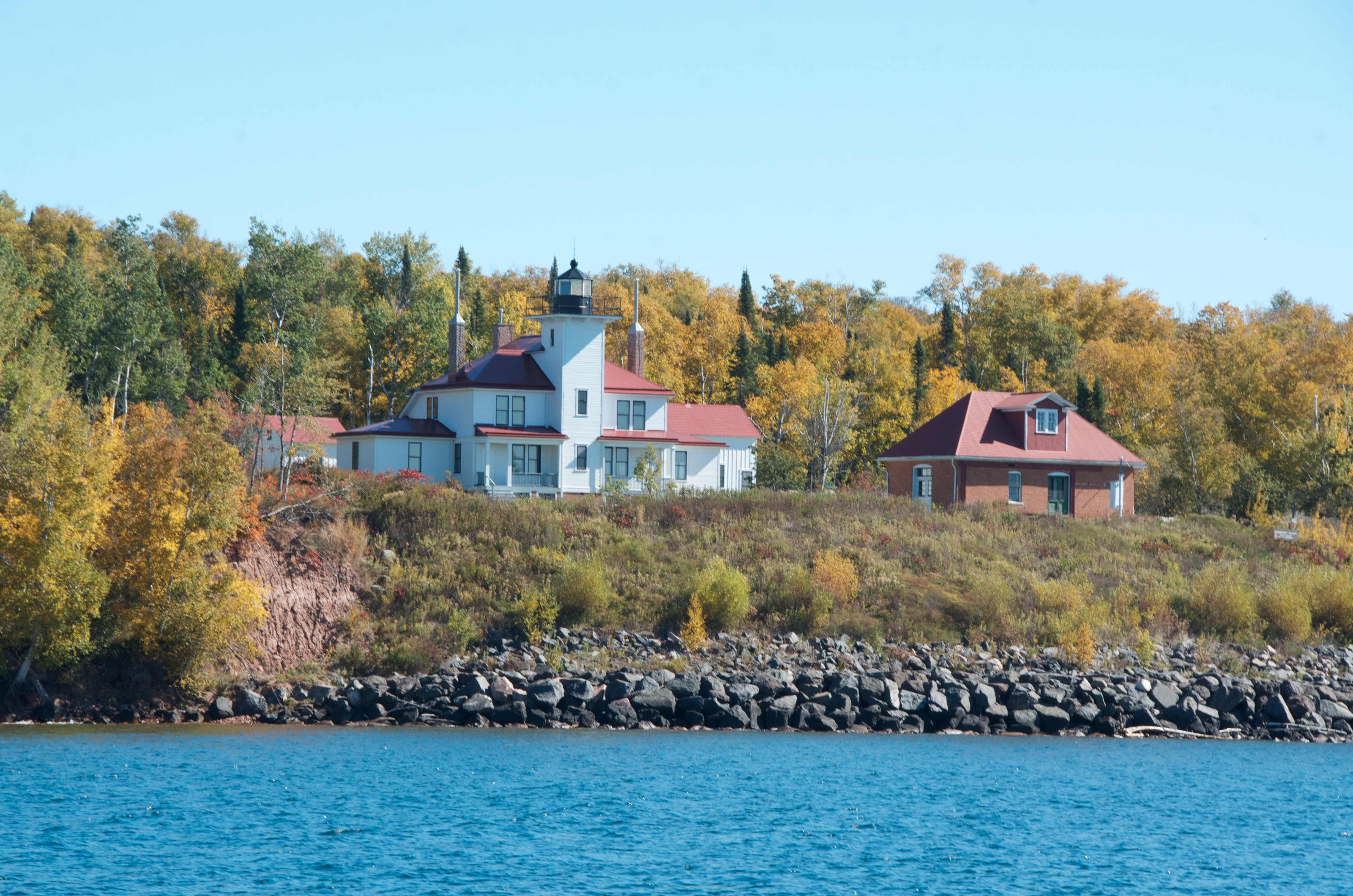
Raspberry Island Lighthouse

22. York Island

## Menselijke activiteit

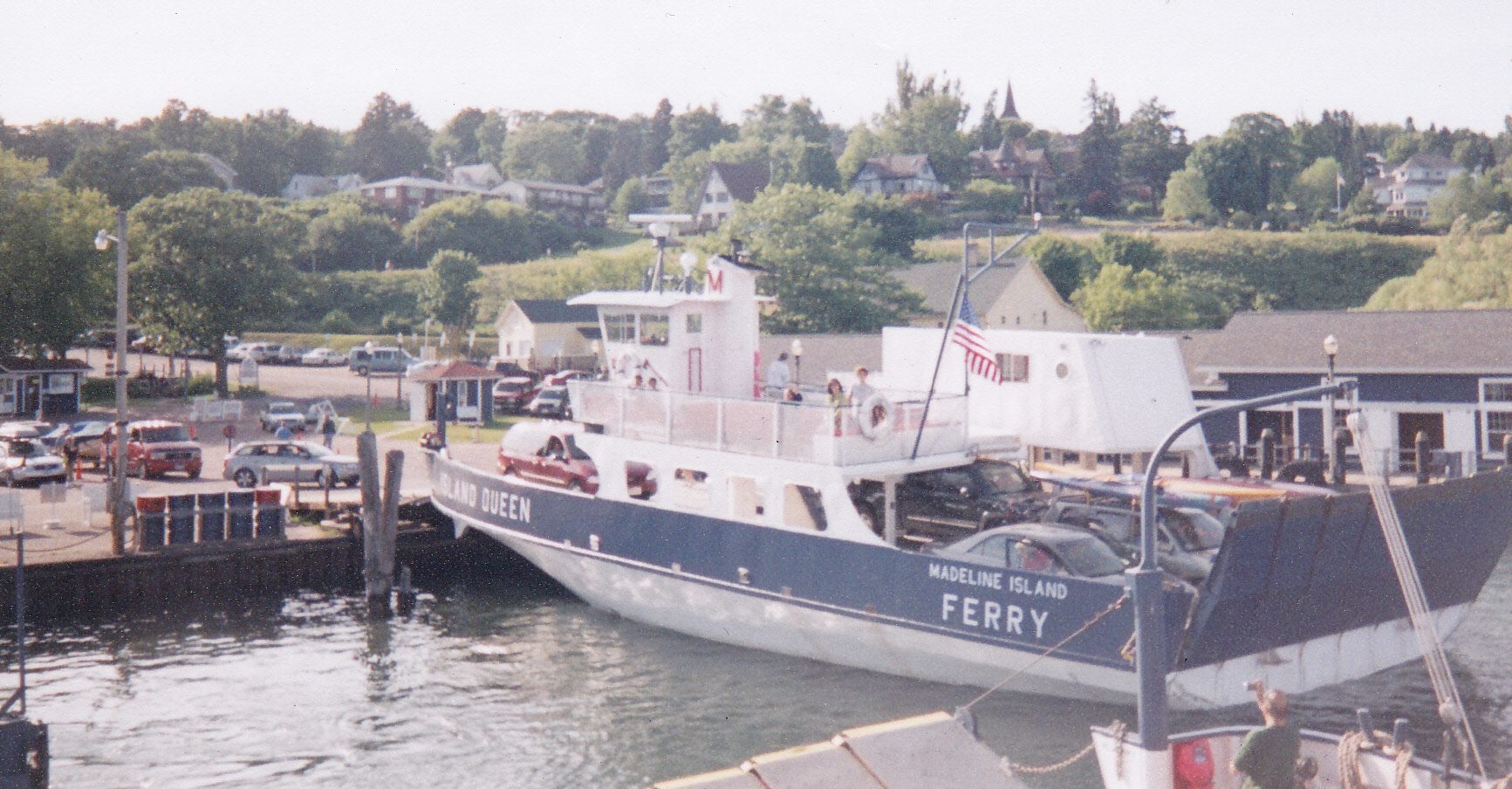
De veerboot van Madeline Island

De oudste sporen van menselijke aanwezigheid op de eilanden (visserskampen) zijn 5000 jaar oud. Rond 1600 trokken de Ojibweg van de Saint-Lawrence naar het westen en vestigden zich aan de oevers van het Bovenmeer. Aan het einde van de 17e eeuw bereikten de eerste Franse bonthandelaars de eilanden. Ze stichtten een handelspost op Madeline Island. Op dit eiland was ook een nederzetting van de Ojibweg. Rond 1759 werd hier hun leider Kechewaishke of Chief Buffalo geboren. Na 1855 was er een grote instroom van Europeanen eens het Bovenmeer door sluizen toegankelijk was gemaakt voor grotere schepen. De bossen op de eilanden werden voor een groot stuk gekapt. En in de wateren rond de eilanden werd er intensief gevist. Na de komst van de spoorweg kwam er ook toerisme op gang. Na 1930 kwam grotendeels een einde aan de bosbouw. In 1970 werden alle eilanden met uitzondering van Madeline Island beschermd als National Lakeshore. Hierbij werd bepaald dat de bestaande bewoners op de eilanden mogen blijven wonen, maar er mogen geen nieuwe mensen komen wonen.
De eilanden zijn een populaire toeristische bestemming met jaarlijks ongeveer 225.000 bezoekers.

## Natuur
De meeste eilanden zijn bebost met hemlockspar, den en berk. Op de archipel zijn 800 plantensoorten en 140 soorten broedvogels geteld. Zoogdieren op de eilanden zijn onder andere de Amerikaanse marter, de Amerikaanse zwarte beer, de rode lynx, de wolf en de coyote.